# Polydrusus marginatus
Polydrusus marginatus é uma espécie de insetos coleópteros polífagos pertencente à família Curculionidae.
A autoridade científica da espécie é Staphens, tendo sido descrita no ano de 1831.
Trata-se de uma espécie presente no território português.